# Duas Árvores de Valinor
No legendário de J. R. R. Tolkien, as Duas Árvores de Valinor, Telperion e Laurelin, conhecidas como a Árvore de Prata e a Árvore de Ouro, iluminam Valinor, um reino paradisiaco habitado pelos Valar e Maiar, seres divinos semelhantes a anjos, além de muitos Elfos. De estatura colossal, essas árvores exsudan um orvalho que é uma luz pura e mágica em forma líquida. O artesão élfico Fëanor utiliza essa luz para criar as incomparáveis joias, os  Silmarils. As Duas Árvores são destruídas pelos seres malignos  Ungoliant e Melkor, mas sua última flor e fruto dão origem à Lua e ao Sol. Após Melkor, agora chamado Morgoth (devido ao assassinato do pai de Fëanor, Finwë), roubar os Silmarils, desencadeia-se a devastadora Guerra das Joias. Descendentes de Telperion sobrevivem em Númenor e, após sua destruição, em Gondor, onde as árvores simbolizam esses reinos. Durante muitos anos, enquanto Gondor não tem rei, a Árvore Branca de Gondor permanece morta na cidadela de Minas Tirith. Quando Aragorn restaura a linhagem real em Gondor, ele encontra uma muda descendente de Telperion e a planta em sua cidadela.
Estudiosos identificaram simbolismos míticos e  cristãos nas Duas Árvores, consideradas os símbolos mais importantes de todo o legendário. Suas origens remetem às árvores medievais do Sol e da Lua. Paralelos também foram traçados com a  mitologia celta, que apresenta pares de árvores. A Árvore Branca de Gondor foi associada à Árvore Seca medieval, um símbolo da ressurreição. Verlyn Flieger [en] descreveu a  fragmentação progressiva da luz das Duas Árvores ao longo da conturbada história da Terra Média, destacando que a luz representa o Logos cristão. Tom Shippey [en] relaciona a cisão dos Elfos em diferentes grupos às Duas Árvores e à Prosa Edda, que menciona  Elfos claros e escuros; Tolkien diferencia esses grupos com base em sua jornada a Valinor e na visão da luz das Duas Árvores.

## Narrativa

### Prelúdio
As primeiras fontes de luz do mundo fictício de Tolkien, Arda, são duas enormes Lâmpadas no continente central, a Terra Média: Illuin, a prateada, ao norte, e Ormal, a dourada, ao sul. Criadas pelos Valar, seres espirituais poderosos, elas são destruídas pelo Senhor do Escuro Melkor.

### Criação
Após a destruição das Lâmpadas, os Valar se retiram para Valinor, no continente ocidental, onde estabelecem sua morada. Lá, Yavanna, a Vala dos seres vivos, canta e dá existência às Duas Árvores como novas fontes de luz. Telperion, a árvore masculina, é prateada, enquanto Laurelin, feminina, é dourada. Elas crescem na colina Ezellohar, próxima à cidade dos Valar, Valimar, regadas pelas lágrimas de Nienna, a Vala da piedade e do luto. As folhas de Telperion são verde-escuras na parte superior e prateadas na inferior. Suas flores brancas, semelhantes a cerejeiras, produzem um orvalho prateado, coletado como fonte de água e luz. Varda, a Vala da luz, usa esse orvalho para criar estrelas no céu, preparando a chegada dos Elfos. As folhas de Laurelin, de um verde jovem como folhas de faia recém-abertas, são adornadas com bordas douradas, e seu orvalho também é coletado por Varda.
Cada árvore emite luz por sete horas, alternando entre intensidade máxima e diminuição gradual, com os ciclos sobrepondo-se por uma hora. Assim, em cada "amanhecer" e "entardecer", a luz prateada e dourada se misturam suavemente. Cada "dia" de luz, primeiro prateada e depois dourada, dura doze horas.

Arda no Ano das Árvores.
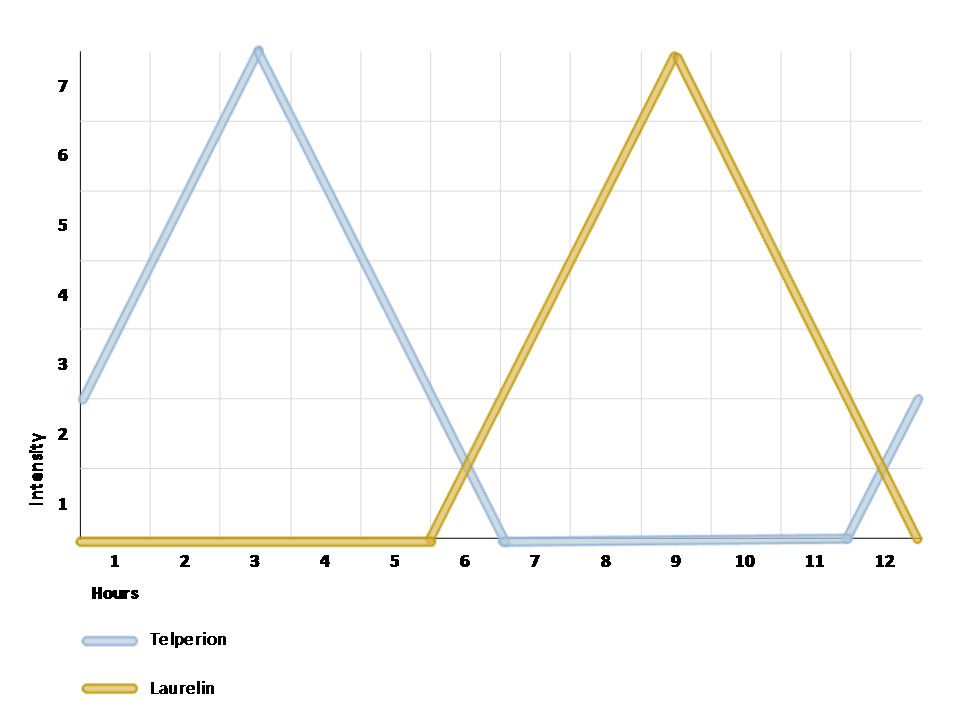
Tolkien descreveu que a luz das Duas Árvores de Valinor alternava entre intensificação e diminuição, com uma hora de sobreposição.[T 1]

### Destruição
Após incontáveis "dias", Melkor retorna e, com a ajuda da aranha gigante Ungoliant, destrói as Duas Árvores. Ocultos em uma nuvem de escuridão, Melkor fere cada árvore, e Ungoliant, insaciável, consome toda a vida e luz remanescentes.

### Consequências
Yavanna e Nienna tentam curar as Duas Árvores, mas conseguem apenas preservar a última flor de Telperion, que se torna a Lua, e o último fruto de Laurelin, que se torna o Sol. Esses corpos celestes são transformados em embarcações voadoras que cruzam o céu, guiadas por espíritos com os mesmos "gêneros" das árvores: Tilion, masculino, para a Lua, e Arien, feminina, para o Sol. Por isso, em O Senhor dos Anéis, o Sol é referido como "ela" e a Lua como "ele". A verdadeira luz das Árvores permanece apenas nos três Silmarils, joias criadas por Fëanor com a luz das Duas Árvores antes de sua destruição.

Brasão de armas de Gondor com a árvore branca, Nimloth, a bela.

Como os Elfos que primeiro chegam a Valinor têm especial apreço por Telperion, Yavanna faz uma estaca da árvore e cria uma segunda árvore idêntica, chamada Galathilion, na cidade de Tirion. Embora semelhante a Telperion, Galathilion não emite luz. Dela derivam várias mudas, uma das quais, chamada Celeborn, cresce na ilha de Tol Eressëa. Na Segunda Era, uma muda de Celeborn é levada como presente aos Homens de Númenor, tornando-se Nimloth, a Árvore Branca de Númenor. Quando o senhor sombrio Sauron domina a ilha, ele ordena que o rei Ar-Pharazôn a corte. O herói  Isildur salva um único fruto de Nimloth e planta mudas na Terra Média. Durante o governo dos Regentes de Gondor, a Árvore Branca de Gondor, descendente de Nimloth, permanece morta na cidadela de Minas Tirith. Ao retornar como Rei no final da Terceira Era, Aragorn encontra uma muda nas neves da montanha atrás da cidade e a planta na cidadela, onde ela floresce.
Tolkien nunca mencionou uma árvore criada à semelhança de Laurelin, afirmando que "de Laurelin, a Dourada, não restou nenhuma semelhança na Terra Média". Contudo, na Primeira Era, o rei élfico Turgon, da cidade de Gondolin, cria uma imagem não viva de Laurelin, chamada Glingal, "Chama Suspensa", que adorna seu palácio.

## Origens

### Árvores medievais do Sol e da Lua
O estudioso de Tolkien John Garth [en] rastreia a mitologia e o simbolismo das Duas Árvores até as árvores medievais do Sol e da Lua. Tolkien afirmou, em uma entrevista de rádio com Denys Geroult para a BBC em 1965, que as Duas Árvores derivam dessas árvores, presentes nas "grandes histórias de Alexandre", e não da árvore cósmica Yggdrasil da mitologia nórdica. O manuscrito em inglês antigo Maravilhas do Oriente [en], contido no mesmo códice de Beowulf, relata que Alexandre, o Grande viajou além da Índia até o Paraíso, onde encontrou duas árvores mágicas. Essas árvores exsulam um bálsamo maravilhoso e têm o dom da fala, profetizando a morte de Alexandre em Babilônia. Garth observa que, diferentemente dessas árvores, as de Tolkien emitem luz, não bálsamo, e sua destruição marca o fim da era de imortalidade em Arda, em vez de prever a morte de um herói.

### Árvores na mitologia celta
Marie Barnfield, em artigo publicado na revista Mallorn, identifica diversos paralelos com a mitologia celta no par de árvores masculino/feminino. Entre eles estão os pinheiros de Deirdre e Naoise [en], e o roseiral de Tristão entrelaçado com a videira de Trystan. Além disso, a colina de Ezellohar, diante do portão ocidental de Valimar, corresponde ao "centro sagrado da Irlanda", a Colina de Uisneach [en], a oeste de Tara. Nesse contexto, as Duas Árvores de Valinor alinham-se com a árvore de freixo "feminina" de Uisneach e a "masculina" Lia Fáil, a pedra erguida na colina de Tara. Por fim, o orvalho de Telperion e as chuvas de Laurelin, que servem como "fontes de água e luz", correspondem, segundo Barnfield, ao Poço de Connla [en] e ao Poço de Segais [en].

### O Sampo noKalevala
Tolkien estudou profundamente o épico finlandês Kalevala. Seu símbolo central é o Sampo, um artefato mágico que traz riqueza e boa sorte a seu possuidor, mas cuja mecânica é descrita de forma vaga. Jonathan Himes, em artigo na revista Mythlore, sugere que Tolkien achou o Sampo complexo e optou por dividir seus elementos em objetos distintos. Seu pilar tornou-se as Duas Árvores de Valinor, com seu aspecto de Árvore da Vida, iluminando o mundo. Sua tampa decorada transformou-se nos brilhantes Silmarils, que contêm a luz remanescente das Duas Árvores, unindo assim os símbolos.

## A Árvore Seca
Cynthia Cohen, em artigo publicado na revista Tolkien Studies, afirma que a Árvore Branca de Gondor em O Senhor dos Anéis representa a "história profunda dos Homens no mundo secundário de Tolkien, remontando às [suas ancestrais] Duas Árvores de Valinor". Durante a maior parte da narrativa do romance, a árvore está morta há mais de um século, mas ainda assim simboliza a força e a identidade nacional de Gondor, além da esperança pela renovação do reino. Cohen sugere que a Árvore Branca é paralela à Árvore Seca mencionada no texto do século XIV Viagens de Mandeville [en]. A Árvore Seca estava viva na época de Cristo e, segundo a profecia, voltaria à vida quando um "grande senhor do oeste do mundo" retornasse à Terra Santa, assim como Aragorn restaura a linhagem dos reis em Gondor. Cohen observa que a substituição da Árvore Branca morta por uma muda viva "reforça a metáfora da ressurreição e permite que Tolkien estabeleça uma conexão implícita entre Aragorn e Cristo". Por fim, ela comenta o verso recitado por Aragorn ao avistar as Montanhas Brancas de Gondor: "O Vento do Oeste soprou ali; a luz sobre a Árvore de Prata / Caiu como chuva brilhante nos jardins dos Reis de outrora", que, segundo ela, conecta Telperion, a Árvore de Prata de Valinor, à Árvore Branca. Devido à  ambiguidade de Tolkien, não fica claro se a Árvore de Prata do verso, o local onde o Vento do Oeste soprou ou onde a "chuva brilhante" caiu referem-se ao passado remoto em Valinor ou ao presente em Gondor. Assim, a ancestralidade da árvore e a linhagem dos reis se fundem em um continuum.
Patrick Curry [en], na Enciclopédia de J.R.R. Tolkien, destaca que a importância dada por Tolkien às Duas Árvores reflete "o status icônico das árvores [en] tanto em sua obra quanto em sua vida". Richard Goetsch complementa, afirmando que as Duas Árvores são "centrais para muitos dos desenvolvimentos cruciais da trama de toda a saga, desde o início da Primeira Era até o fim da Terceira Era", e que elas "representam a expressão máxima do mundo natural no mitos de Tolkien".

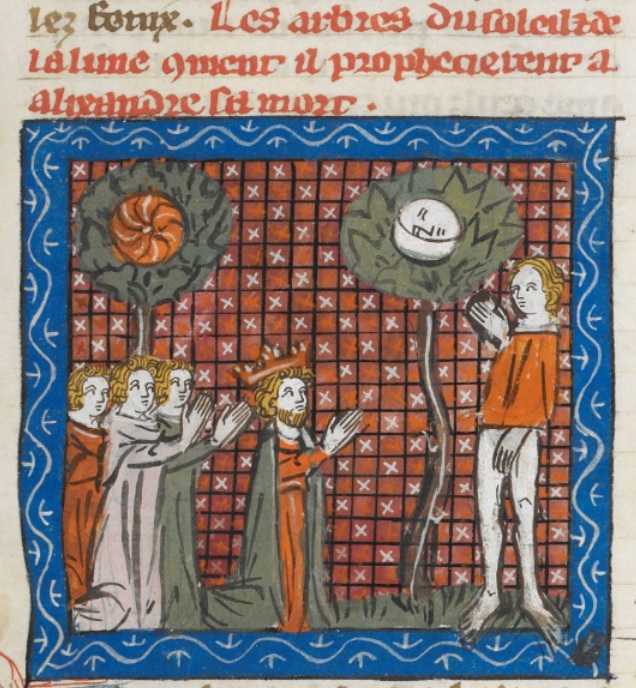
A Árvore Seca com a Fênix, ladeada pelas Árvores do Sol e da Lua. Rouen, 1444–1445.
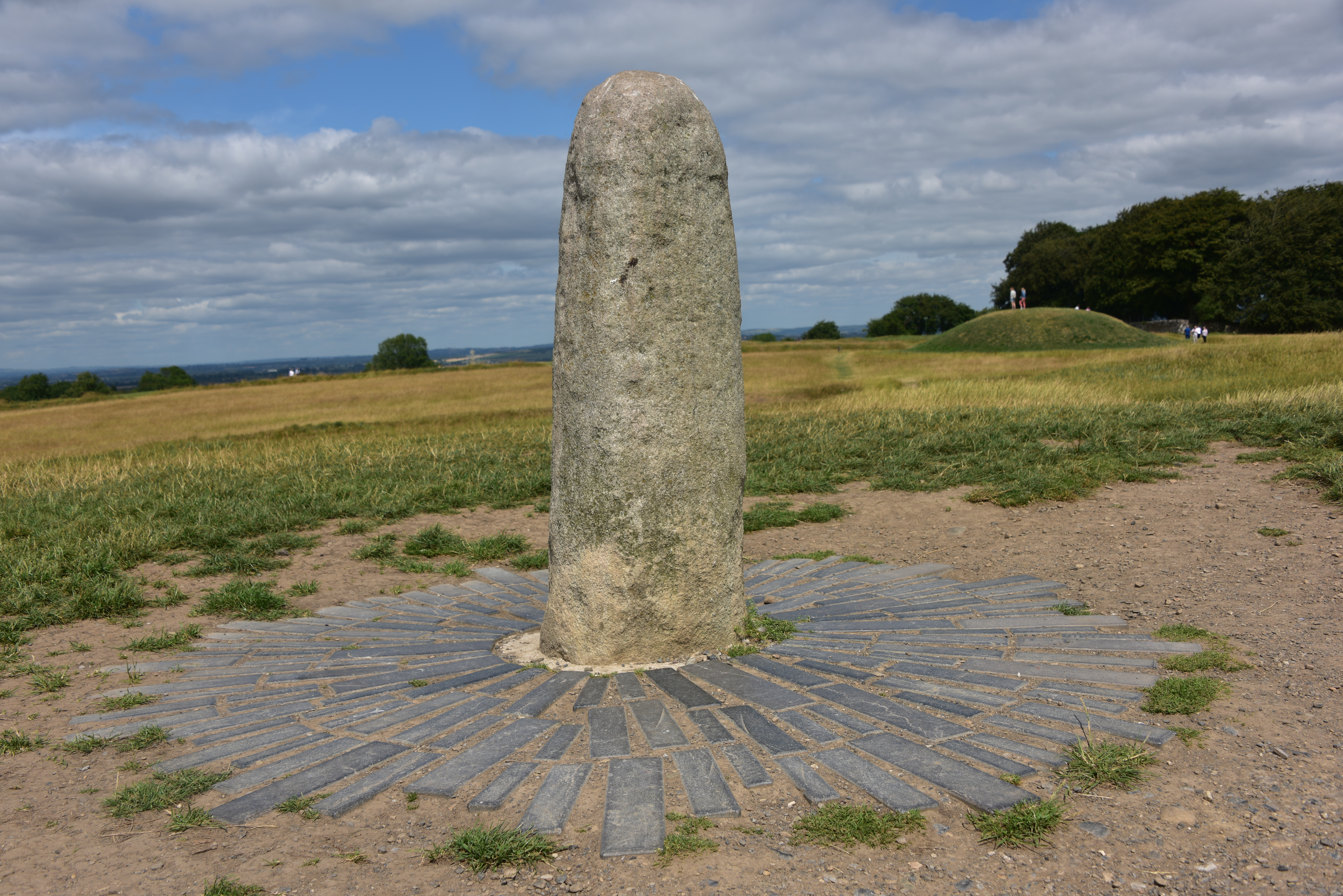
Símbolo celta: O Lia Fáil na colina de Tara.
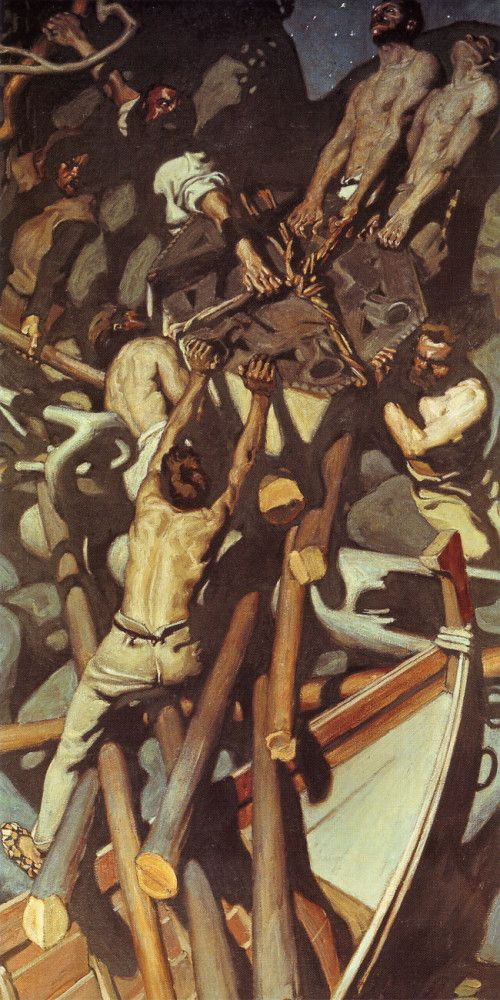
Símbolo mágico no Kalevala: O roubo do Sampo, de Akseli Gallen-Kallela, 1897.
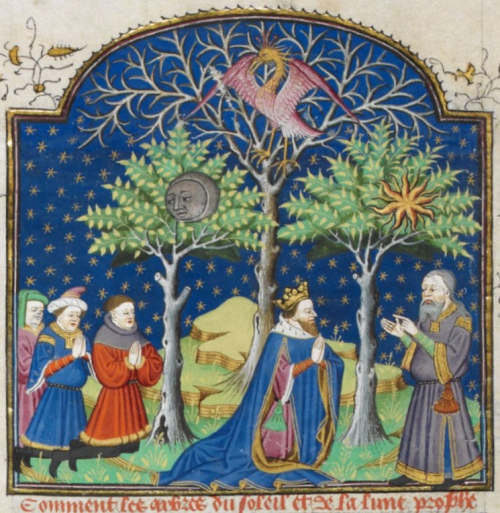
A Árvore Seca com a Fênix, ladeada pelas Árvores do Sol e da Lua. Rouen 1444-1445.

## Análise

### Os Dias Antigos
Matthew Dickerson [en], em artigo na Enciclopédia de J.R.R. Tolkien, afirma que as Duas Árvores são "os símbolos míticos mais importantes de todo o legendário". Ele cita palavras de Tolkien em O Silmarillion, segundo as quais "em torno de seu destino todas as histórias dos Dias Antigos são tecidas". As árvores ocupam esse lugar central porque são a fonte de luz para o mundo de Arda durante sua existência e são as ancestrais das diversas árvores que simbolizam os reinos de Númenor e, posteriormente, de Gondor. Além disso, contêm o "pensamento das coisas que crescem na terra", colocado nelas pela Vala Yavanna quando as criou com seu canto. Angelica Varandas, por sua vez, comenta que as Duas Árvores são "os símbolos mais significativos de paz, prosperidade e ordem" no legendário, classificando-as como árvores axis mundi, semelhantes às do Jardim do Éden ou à árvore cósmica nórdica, Yggdrasil.

### Luz
Tolkien, como católico romano, conhecia o significado da luz no simbolismo cristão, equiparando-a ao Logos cristão, a Palavra Divina. A estudiosa Lisa Coutras destaca que a luz transcendental é um elemento essencial do mundo subcriado de Tolkien. Nesse contexto, as Duas Árvores incorporam a luz da criação, que reflete a luz divina de Deus.
Verlyn Flieger descreve a fragmentação progressiva da luz primordial, dividida por sucessivas catástrofes. Após a destruição das lâmpadas gêmeas de Arda, Yavanna recria o que pode da luz nas Duas Árvores; Varda captura parte dessa luz, e Fëanor cria os Silmarils, joias preenchidas com essa luz. Essas joias, incomparáveis, dão nome a O Silmarillion e são o cerne de sua narrativa. Toda a história da Primeira Era de Tolkien é profundamente influenciada pelo desejo de vários personagens, incluindo o senhor sombrio Morgoth (anteriormente Melkor), de possuir os Silmarils, que contêm a única luz pura remanescente das Árvores. Morgoth os cobiça para si e consegue roubá-los, desencadeando a Guerra das Joias, que transforma o mundo. Um dos Silmarils sobrevive, e Varda o coloca no céu como símbolo de esperança: ele é Vênus, a Estrela da Manhã e da Tarde.
Tom Shippey, como Tolkien um filólogo, analisa o tratamento de Tolkien aos elfos claros e escuros mencionados na Prosa Edda do século XIII, em nórdico antigo: Ljósálfar e Dökkálfar. Tolkien estabelece como critério distintivo entre esses grupos se os Elfos viram ou não a luz das Duas Árvores de Valinor. Para isso, ele cria uma narrativa em que os Elfos despertam na Terra Média e são convocados a empreender a longa jornada até Valinor. Os Elfos da Luz, chamados Calaquendi por Tolkien, são aqueles que completam a jornada com sucesso, enquanto os Elfos da Escuridão, os Moriquendi, são aqueles que, por qualquer motivo, não chegam a Valinor.

Diagrama da Cisão dos Elfos, mostrando as classificações sobrepostas de Tolkien. A principal divisão é entre Calaquendi e Moriquendi, Elfos da Luz e Elfos da Escuridão, indicando aqueles que viram ou não a luz das Duas Árvores. Esses nomes correspondem aos termos em nórdico antigo, Ljósálfar e Dökkálfar.

### Elfos e Homens
Matthew Dickerson destaca que, nas Segunda e Terceira Eras, as Árvores Brancas de Númenor e de Gondor, descendentes da semelhança de Telperion, possuem um significado principalmente simbólico. Elas representam os reinos em questão e servem como lembretes da aliança ancestral entre os Homens que viveram em Númenor e os Elfos. A destruição de uma dessas árvores precede problemas para cada reino correspondente.
Martin Simonson [en] descreve a destruição das Duas Árvores como um "precedente mítico" para a transferência da administração de Arda (a Terra) dos Valar para os Elfos e Homens. Em sua visão, essa administração é central para a batalha moral, pois as Duas Árvores, assim como os Homens e Elfos, são compostas de matéria e espírito.
Dickerson e Jonathan Evans [en] observam que Tolkien descreve os Elfos como "administradores e guardiões da beleza [da Terra Média]". Os Elfos estão constantemente preocupados em preservar a beleza da natureza, uma herança da criação das Duas Árvores por Yavanna.

### J. R. R. Tolkien
1. 1 2 3 4 5 6  (Tolkien 1977), cap. 1 "Of the Beginning of Days"
2. ↑  (Tolkien 1987), p. 209
3. ↑  (Tolkien 1977), cap. 8 "Of the Darkening of Valinor"
4. ↑  (Tolkien 1977), cap. 11 "Of the Sun and Moon and the Hiding of Valinor"
5. ↑  (Tolkien 1977), cap. 9 "Of the Flight of the Noldor"
6. ↑  (Tolkien 1977), cap. 5 "Of Eldamar and the Princes of the Eldalië"
7. ↑  (Tolkien 1977), "Akallabêth: A Queda de Númenor"
8. ↑  (Tolkien 1977), "Dos Anéis de Poder e a Terceira Era"
9. ↑  (Tolkien 1955), Apêndice A, I (i) Númenor
10. ↑  (Tolkien 1977), cap. 15 "Dos Noldor em Beleriand"
11. ↑  (Tolkien 1994, "Quendi and Eldar")

## Biliografia
- Flieger, Verlyn (1983). Splintered Light: Logos and Language in Tolkien's World [Luz fragmentada: Logos e Linguagem no Mundo de Tolkien]. [S.l.]: Wm. B. Eerdmans. ISBN 0-8028-1955-9
- Tolkien, J. R. R. (1955). The Lord of the Rings: The Return of the King [O Senhor dos Anéis: O Retorno do Rei]. Boston: Houghton Mifflin. OCLC 519647821
- Tolkien, J. R. R. (1977).  Tolkien, Christopher, ed. The Silmarillion [O Silmarillion]. Boston: Houghton Mifflin. ISBN 978-0-395-25730-2
- Tolkien, J. R. R. (1987).  Tolkien, Christopher, ed. The Lost Road and Other Writings [A Estrada Perdida e Outros Escritos]. Boston: Houghton Mifflin. ISBN 0-395-45519-7
- Tolkien, J. R. R. (1994).  Tolkien, Christopher, ed. The War of the Jewels [A guerra das joias]. Boston: Houghton Mifflin. ISBN 0-395-71041-3